# Арансон Андрій Володимирович
Андрій Володимирович Арансон - гвардії старший сержант Збройних Сил Російської Федерації, учасник антитерористичних операцій у період Другої чеченської війни, загинув при виконанні службових обов'язків під час бою 6-ї роти 104-го гвардійського повітряно-десантного полку біля висоти 776.

## Біографія
Андрій Володимирович Арансон народився 30 червня 1979 року у місті Севастополі. Активно займався спортом, був майстром спорту з рукопашного бою. Закінчив Севастопольську середню школу № 38, після чого був призваний на службу до Збройних Сил Російської Федерації. Після закінчення термінової служби 15 жовтня 1999 підписав контракт. Був зарахований командиром відділення БМД у військову частину № 32515 (104-й гвардійський повітряно-десантний полк, дислокований у селі Черьоха Псковського району Псковської області), службу проходив у 6-й парашутно-десантній роті.
З початком Другої чеченської війни у складі свого підрозділу гвардії старшого сержанта Андрія Арансона було направлено до Чеченської Республіки. Брав активну участь у бойових операціях. З кінця лютого 2000 року його рота дислокувалася в районі населеного пункту Улус-Керт Шатойського району Чечні, на висоті під кодовим позначенням 776, розташованим біля Аргунської ущелини. 1 березня 2000 року десантники прийняли тут бій проти багаторазово переважаючих сил сепаратистів - проти всього 90 військовослужбовців федеральних військ, за різними оцінками, діяло від 700 до 2500 бойовиків, які проривалися з оточення після битви за райцентр - місто Шатой. Гвардії старший сержант Андрій Арансон разом з усіма своїми товаришами відбивав запеклі атаки бойовиків Хаттаба та Шаміля Басаєва . У тому бою він загинув, як і ще 83 його товариші по службі. Похований на цвинтарі у Севастополі.

Указом Президента Російської Федерації від 12 березня 2000 року за мужність та відвагу, виявлені при ліквідації незаконних озброєних формувань у Північно-Кавказькому регіоні, гвардії старший сержант Андрій Володимирович Арансон посмертно удостоєний ордена Мужності.

## Пам'ять
- Пам'ятник Арансону встановлено у місті Севастополі[3].
- Ім'я Арансона увічнено на меморіалі пам'яті 6-ї роти у Пскові.